# Lars Winkelsdorf
Lars Winkelsdorf (* 18. Januar 1977) ist ein deutscher Journalist, Autor und Sachverständiger für Schusswaffen und Munition.

## Journalistische Tätigkeit
Seit 2002 arbeitete Winkelsdorf zunächst als freier Journalist für Fachzeitschriften im Bereich Waffen und Militärgeschichte sowie für verschiedene Tageszeitungen. Seit 2005 war er regelmäßig Autor beim ZDF-Politikmagazin Frontal (ehem. Frontal 21), ab 2009 auch bei diversen ARD-Politmagazinen (Kontraste, Panorama, Report Mainz, Report München) sowie der Tagesschau und den Tagesthemen. Zudem veröffentlichte er Artikel in mehreren großen Magazinen und schrieb drei Sachbücher.
2008 veröffentlichte Winkelsdorf gemeinsam mit Ulrich Stoll bei Frontal 21 einen Beitrag zu einer Schule für Wehrsport im niedersächsischen Munster, welche von ehemaligen Kadern der im Jahr 2000 verbotenen Organisation Blood and Honour betrieben wurde. Die dortigen Ausbildungen beinhalteten neben dem Schießen und Nahkampfausbildung auch Taktiken, die für Terroranschläge geeignet waren
Ab 2010 berichtete Winkelsdorf über Probleme bei den Handfeuerwaffen der Bundeswehr, besonders der G3 und der P8, ab 2012 auch über Auffälligkeiten beim Standardgewehr der Bundeswehr G36 des deutschen Herstellers Heckler & Koch.

## Tätigkeit als Sachverständiger
Seit 2005 ist Winkelsdorf neben seiner Tätigkeit als Journalist auch als anerkannter Sachverständiger für Schusswaffen und Munition tätig. Dabei ist er überwiegend für Rechtsanwälte bei waffentechnischen und waffenrechtlichen Fragestellungen tätig.
Weiterhin war Winkelsdorf am 21. Mai 2012 als Sachverständiger zum Waffenrecht für die Fraktion Die Linke im Innenausschuss des Deutschen Bundestages unter dem Vorsitz von Frank Hofmann (SPD) zu einer geplanten Verschärfung des Waffenrechts geladen.

## Werke
- Lars Winkelsdorf und Thomas Eckert: Tot oder lebendig: Das skandalöse Geschäft mit dem Notruf, Westend Verlag, Frankfurt 2019, ISBN 978-3-86489-273-8.
- Lars Winkelsdorf: Waffenrepublik Deutschland: Der Bürger am Abzug, Fackelträger-Verlag, Köln 2010, ISBN 3-7716-4450-X.
- Lars Winkelsdorf: Einsatzschießausbildung: Die Kurzwaffe, DWJ, Blaufelden 2004, ISBN 3-936632-41-3.